# Hirtella angustifolia
Hirtella angustifolia là một loài thực vật có hoa trong họ Cám. Loài này được Schott mô tả khoa học đầu tiên năm 1827.